# 网络成瘾症
网络成瘾症（英語：Internet addiction disorder，缩写作IAD），亦作不当网络使用（problematic Internet use）或病态网络使用（pathological Internet use），简称网瘾，泛指对于互联网的过度使用，以致影响日常生活。网络成瘾问题随着网络的普及也随之发展。研究表明，青少年（12〜17岁）和成年初期（18〜29岁）相比于其他年龄群体，上网更加普遍，与此同时也有更大成瘾的风险。
患者一般表现为经常出现注意力不集中、不使用网络就感到焦虑、模仿网络上的不正确行为以及吸收不正确的知识。许多研究表明，过度使用网络会打断个人的时间利用，对健康产生一系列影响。但是网络成瘾作为一种心理疾病是否存在，在学界仍然存在争议。2013年，最新的第5版精神疾病诊断与统计手册（DSM-V）提到，要把网络游戏成瘾症（网络成瘾症的一种）列为一种精神疾病，仍然需要更多的相关研究支持。然而，世界卫生组织（WHO）已经将「电玩成瘾」（gaming disorder）加入第11版《国际疾病分类》的「精神疾病」当中，而当中的症状包括「无节制沉溺于网络游戏」、「将电玩放于其他生活兴趣或爱好之前」和「即使有负面效果也持续游玩」等。

## 定义
网络成瘾症（Internet Addictive Disorder）最初由精神病专家Ivan K. Goldberg于1995年提出。最初，他出于戲仿美国精神医学学会（American Psychiatric Association，APA）的精神疾病诊断与统计手册（DSM）的严格性和复杂性目的，杜撰出网络成瘾症的概念，并将其描述为具有以下症状：“重要的社会和职业活动由于个人使用网络而减少乃至放弃”，“出现关于网络的幻想和梦”，以及“自愿或非自愿地出现手指输入（键盘）行为”。
但从网络成瘾症被提出至今，关于网络成瘾症的确切定义一直困扰着研究者们。总体而言，尽管网络成瘾现象已经受到广泛的大众和学界关注，目前尚无对此的标准化定义。下面是一些常被研究领域采纳的定义。
1998年，dr. Jonathan J. Kandell定义网络成瘾为“一种一旦登录网络，不管从事何种网络活动，出现的对网络的心理依赖。”
英国心理学家Mark D. Griffiths在1998年认为，网络成瘾症属于广泛意义上的科技成瘾，也是行为成瘾的一种。
Dr. Keith W. Beard在2005年提到“一旦个人的心理状态，包括心理和情感状态，与学习的、职业的和社会的互动行为受到过度使用媒介行为（网络）的损伤，即出现成瘾行为。”
因网络成瘾现象的复杂性，很多研究者在研究中不明确提供网络成瘾症的确切定义。至今，有诸多术语用来形容过度使用网络这一现象。不当网络使用（problematic Internet use）和病态网络使用通常和网络成瘾症等同。有时，过度使用网络（Internet overuse），不当电脑使用（problematic computer use），强迫型的网络使用（compulsive Internet use），网络滥用（Internet abuse），有害的网络使用（harmful use of the Internet）和网络依赖（Internet dependency）也被用来指代网络成瘾症。

## 症状
网络成瘾症状表现有：
1. 对网络的使用有强烈的渴求或冲动感。
2. 减少或停止上网时会出现周身不适、烦躁、易怒、注意力不集中、睡眠障碍等戒断反应；上述戒断反应可通过使用其他类似的电子媒介，如电视、游戏机等来缓解。
3. 下述5条内至少符合1条：
  1. 为达到满足感而不断增加使用网络的时间和投入的程度；
  2. 使用网络的开始、结束及持续时间难以控制，经多次努力后均未成功；
  3. 固执使用网络而不顾其明显的危害性后果，即使知道网络使用的危害仍难以停止；
  4. 因使用网络而减少或放弃了其他的兴趣、娱乐或社交活动；
  5. 将使用网络作为一种逃避问题或缓解不良情绪的途径。

网络成瘾的病程标准为平均每日连续使用网络时间达到或超过６个小时，且符合症状标准已达到或超过３个月。

## 爭議
精神病學家戈德伯格醫生認為，網路成癮症不是真正的成癮，真正的成癮症比他所杜撰的「網路成癮症」嚴重很多。成癮定義過於空泛而令每種補償行為都能被稱為上癮。例如，某人長時間地與朋友用電話交談，以宣洩不愉快的情緒也可以說成「電話上癮」，同理喜歡上網與渴望與朋友交流無異。
此外，有人認為，許多患者過度或不適當地使用網絡，只是他們抑鬱、焦慮、衝動的表現。如同IAD對進食成癮分析，病人暴飲暴食只是抑鬱，焦慮等的自我慰藉，而非是真正的進食成癮。
或許，部份與網絡有關的行為如沉迷拍賣、色情影片、線上遊戲等是病態行為，但不能說網絡媒體本身就會令人上癮。還有一些重要的網絡活動，如電子郵件、聊天、上網等和病態賭博有很大的差異。網絡有利於社會，而沉迷賭博被視為對社會毫無貢獻的行為。網絡也是另一種社會形式。不上網如同在荒島生活，反而是病態。
医学界认为，成瘾一般用来形容人对毒品、烟草、酒精等物质的依赖，这些依赖都是在医学上可以被论证的。但是網絡是內容多樣化的媒體，并非如毒品、烟草、酒精那樣單一的化學物質或其他特定單一行為對大腦施加刺激。對于網癮這個問題是否是病癥無論醫學還是理論上都存在爭議。
反對把網路成癮症列為疾病的其中一個理由是：一個人基本上會對於其過度上網的行為自動改正過來。《紐約時報》記者莎拉·科肖（Sarah Kershaw）在探討這個問題時，曾請教卡內基梅隆大學的電腦科學及人機互動系教授莎拉·基斯勒（Sara Kiesler）。科肖後來在2005年12月1日她的星期四專欄這樣引述這次訪談：
|  | 基斯勒教授認為：所謂網路成癮症，只不過是一種稍縱即逝的潮流病。在她來看，電視成癮症比這更嚴重。現時，她正在完成一項有關互聯網重度使用者的研究。在研究裡，她發現在一年之後，大多數使用者都把他們花在電腦的時間大幅減少。這顯示了即使問題使用者都能夠自我改正。 |

It was Professor Kiesler who called Internet addiction a fad illness. In her view, she said,  is worse. She added that she was completing a study of heavy Internet users, which showed the majority had sharply reduced their time on the computer over the course of a year, indicating that even problematic use was self-corrective.
這些自我改正的策略包括：安装内容过滤软件（但這樣做會使他們無法看到某些資訊，從而使政府找到控制資訊的辦法）、接受輔導及接受行為認知治療。
另一個反對網絡成癮的原因，是因為非物質成癮是一個很模糊的概念，且與心理學上的沉浸相似。「成癮」與「沉浸」是高度相似的兩種心理狀態，根據心理學的心流理論，當人們從事某項工作或活動時，身心完全投入的狀態，就是稱為沉浸狀態。一旦進入沉浸狀態，這樣會導致工作或活動效率明顯提高，注意力高度集中，且時間感知變慢。當人陷入“成癮”與“沉浸”狀態，二者的體驗和行為表象高度。不過，雖然沉浸和成癮狀態相似，沉浸狀態下一般較容易自我控制，而成癮狀態，則基本無法自我控制，出現『停止無能』。不過，由於網絡作為當今人們工作、學習和生活必不可少的工具，因此難以判斷患者是長期在“沉浸”狀態或是“成癮”狀態，因此網絡成癮難以在精神醫學界達成共識。

### 被指歧視互聯網
中國社科院信息化研究中心秘書長姜奇平認為，將網路成癮曲解為病，是帶有對互聯網的歧視，以及人們在潛意識中殘留歧視網路的成分，並參照了加里·贝克尔的《理性上瘾行为理论》支持這個觀點。

## 诊断
网络成瘾的诊断在实操中存在诸多困难，研究和实际治疗中，已经发展出了许多筛选和诊断标准，但尚且缺乏一致性。

### 困境
互联网尽管现在已经普及在日常生活的诸多方面，但究其发展，历史也不过几十年。此外，网络成瘾症的定义在学术界缺乏统一，在实操中，网络成瘾症的诊断无法做到清晰明确。对于网络成瘾的科学研究，由美国的dr. Kimberly S. Young于1996年肇始，至今才不过20余年。对网络成瘾症的诊断，主要有以下困境：
- 普遍且频繁的网络使用：由于网络使用很大程度上已经演化为人类日常生活中的一个不可或缺的部分，诊断网络成瘾往往比物质成瘾（substance addiction）的诊断更加复杂。也因此，不当的乃至成瘾性的网络使用常常被掩盖或正当化[26]。此外，网络很大程度上是一个亲社会的（pro-social）、互动的以及信息导向的媒介，而相比之下，许多其他公认的成瘾症（如赌博成瘾）通常被认为是单一的、反社会的、具有机上社会价值的行为。许多所谓的网络成瘾症患者（根据一些标准被归类为成瘾者），他们并没有像其他公认成瘾行为的患者一样因网络使用而在健康和社会关系上遭受危害[27]。
- 并发症：网络成瘾症往往伴随着许多其他精神疾病，诸如人格障碍和智力迟钝[26][28][29][30][31]。研究发现，网络成瘾在86%的案例中，有其他伴生的DSM-IV类精神疾病[32]。在一项研究中，30%的网络成瘾症患者有伴生性的症状，诸如焦虑、抑郁，另外30%患者有伴生性的精神疾病，例如过动症（attention deficit hyperactivity disorder， ADHD）[33]。另一项韩国的研究表明，在他们的患者样本中，平均每个网络成瘾患者有1.5个其他精神疾病的确诊[32]。另外，许多病患唯有受到其他精神疾病困扰时才会求助于医疗机构，而网络成瘾本身并不会直接导致患者求医[26][32]。对许多人而言，过度或者不当的网络使用，是他们其他精神疾病的一种表现，诸如抑郁(depression)、社交恐惧症（social anxiety disorders）、冲动控制障碍（impulse control disorders）或者病态赌博（pathological gambling）[34]。但总体而言，当下研究尚未解答网络成瘾症和其他精神疾病之间的因果关系。

尽管学界和社会上许多人呼吁网络成瘾应当被列为一种疾病，美国精神医学学会（APA）在1995和2013年的精神疾病诊断与统计手册（DSM）都未将网络成瘾症列为一种心理疾病。值得注意的是，在2013年的精神疾病诊断与统计手册（DSM-V）中，美国精神医学学会（APA）首次将游戏障碍（gaming disorder）列为一种需要更多研究来确证的精神状况（condition）。世界卫生组织（WHO）在即将出版的2018年国际疾病伤害及死因分类标准第十一版中也包含了游戏成瘾（video gaming disorder）。总体而言，关于网络成瘾是否需要被列为精神疾病仍然存在较大的社会争议。

### 诊断标准
基于DSM的诊断标准
当前关于网络成瘾的主要诊断标准都是基于美国精神疾病诊断与统计手册（DSM）关于其他精神疾病标准的改编。
首先提出网络成瘾症的Ivan K. Goldberg博士，基于2009年第四版DSM（DSM-IV）手册中的精神疾病标准，提出了关于网络成瘾症的一些标准，包括“希望增加时间在网络上”和“梦见网络”。基于DSM-IV中关于病态赌博的判断标准，Kimberly S. Young博士首先提出了一系列整合性的，用于诊断网络成瘾症的标准，称为网络成瘾诊断性问卷（Young's Diagnostic Questionnaire, YDQ）。根据这一测量，但凡满足下列8项标准中的5项，即可被认为是网络成瘾：
1. 高度专注于网络；
2. 为达到同样的满足感，需要不断增加上网时间；
3. 不断努力尝试缩短上网时间；
4. 当网络使用受限时，产生易怒、抑郁或情绪不稳定等情况；
5. 上网时间超出预判；
6. 为了上网甚至危害工作或社会关系；
7. 关于自己上网时间，向他人撒谎；
8. 利用网络作为一种管理情绪的方法。

尽管Young的YDQ测定法具有简单、方便使用的好处，研究者Keith W. Beard和Eve M. Wolf在2001年进一步声称，更为确切、客观的评估应当是：只有满足上述YDQ8项标准中全部前5项和后3项中至少1项标准，才能判定一个人是否网络成瘾。
Kimberly S. Young博士在她后续的研究中进一步扩展了YDQ测定标准，并将之发展成现在广泛使用的网络成瘾测试（Internet Addiction Test，IAT），该IAT测试包含20个条目，每个条目用一个5分的李克特量表衡量。IAT中的问题扩展了原有的YDQ标准，增加了更为具体的描述，比如“当其他人询问你在网络上干什么，你是否变得具有防范性或者遮遮掩掩的？”以及“你是否发现自己在重新上网之后，变得充满期待？”完整的问题列表可以在Young博士1998年出版的书《Caught in the Net: How to Recognize the Signs of Internet Addiction and A Winning Strategy for Recovery》和研究者Laura Widyanto和Mary McMurran在2004年发表的论文《The Psychometric Properties of the Internet Addiction Test》中找到。IAT测试的取值范围是20至100，分数越高代表网络成瘾越严重：20-39分代表普通的网络用户；40-69分代表潜在的网络成瘾者；70-100代表网络成瘾患者。
至今，学术界已发展出相当数量的筛查和诊断标准，包括上面提到的网络成瘾诊断问卷（YDQ）和测试（IAT），网络相关成瘾行为清单（Internet-Related Addictive Behavior Inventory，IRABI），中国网络成瘾清单（Chinese Internet Addiction Inventory，CIAI），韩国网络成瘾自测表（Korean Internet Addiction Self-Assessment Scale，KS Scale），强迫型网络使用量表（Compulsive Internet Use Scale，CIUS），广义不当网络使用量表（Generalized Problematic Internet Use Scale，GPIUS），网络后果量表（Internet Consequence Scale，ICONS）以及不当网络使用量表（Problematic Internet Use Scale，PIUS）。其中，Kimberly S. Young博士1998年开发的网络成瘾测试IAT展示出了良好的信效度，在全球范围内被广泛使用。
尽管上述提到，学术界开发出了多种筛查和诊断法，并植根于各自的研究、文化环境，但以下四个维度均显著体现在所有测量中：
- 过度使用：强制型的网络使用和网络上的过度的时间消耗；
- 戒斷症状：在限制网络使用时，患者出现诸如抑郁和愤怒的断瘾症状；
- 耐受性：患者出现明显的对更好设备、延长上网时间和更多应用软件的渴求；
- 消极后果：患者出现多种由于网络使用导致的消极影响，包括社会、学业和工作情境中的不良表现。

研究人员如Mark D. Griffiths （2000）和Jason C. Northrup等（2015）进一步提出，网络本身只是一种媒介，而真正令人成瘾的是那些网络促成的进程（processes）。基于网络成瘾测试IAT，他们进一步提出网络程序成瘾测试（Internet Process Addiction Test，IPAT）用以进一步区分网络成瘾的四项具体进程：网络游戏（online video game playing），网络社交媒体（online social networking），网络色情活动（online sexual activity）和网页浏览（web surfing）。
上述测量方法都基于DSM中常用的诊断法，一些研究利用上述同源（都基于DSM）不同型（具体测量又有所差异）的测量法，对同一批样本进行测量，得到了不一致的结果，因此基于DSM的测量方法也被批评为缺乏共识。此外，对于网络成瘾的研究在世界各地展开，不同的研究往往基于自己研究需要而对原始量表进行修改，即便是基于同一原始量表的测量，往往到实际應用中有所差别，也使得标准化测量网络成瘾变得更为困难。
单一问题测量
有些研究者和相关从业者也尝试利用单一的问题来定义网络成瘾，通常是根据上网时间。然而，这样的测量法被批评为无法判断上网是否带来了不良的健康后果，后者对于网络成瘾的疾病定义十分关键。

## 分類
對於某些網上活動，例如：在網上發生的強迫賭博或強迫購物，有時會被綜合起來稱為強迫上網行為（net compulsions）而其他類型的行為，例如：閱讀、玩電腦遊戲，亦只限於對日常生活構成影響，才足以構成強迫行為。而對於支持把網路成癮症歸類為失調的支持者，他們往往會再為各種網路成癮行為再細分，例如：
- 沉溺網上色情資訊
- 沉溺網上遊戲
- 於社交網站過度投入、錯失恐懼症
- 沉溺網上購物[59]或網上賭博等消費性行為

## 网络成瘾的盛行
《渥太華太陽報》曾經引述一份在1996年發表的英國研究報告《精神治療的進展》（Advances in Psychiatric Treatment），指稱「有相當數量的未成年人士有過度上網的行為）"significant minority" suffer from "Internet addiction"）。而在亞洲多國，特別是中國和韓國，均有為數不少的沉迷於網路者的年輕人，位列世界之冠。根據《紐約時報》在2007年的一篇報導，引述了位於韓國首爾的漢陽大學兒童精神病專家、漢陽大學醫院精神科教授安東賢（；）的發現。在這項由政府資助、為期三年的調查中，安教授發現在南韓佔人口240萬人的18歲以下年輕人，約有3成（即72萬人）很可能會成為網路成癮者。為此，有關當局為這些青少年設立了復康中心，希望他們能夠從沉溺上網中恢復過來。

### 各地网络成瘾流行率
| 国家或地区 | 比例或人口数 | 样本                             | 年份      | 测量方法 |
| ---------- | ------------ | -------------------------------- | --------- | -------- |
| 全球       | 6%           | 基于荟萃分析的估计               | 1994-2012 | YDQ和IAT |
| 亚洲       |              |                                  |           |          |
| 亚洲       | 20%          |                                  |           |          |
| 中国大陆   | 10.4%        | 基于10158位青少年                | 2016      | IAT      |
| 香港       | 17-26.7%     | 基于超过3000名高中学生的追踪调查 | 2009-2015 | IAT      |
| 臺灣       | 13.8%        | 基于1708名高中生                 | 未提供    | YDQ      |
| 韩国       | 2.1%         | 基于全韩6至19岁的青少年人口估计  | 2006      |          |
| 日本國     | 2.0%         | 基于853位12-15岁青少年           | 2014      | IAT      |
| 欧洲       |              |                                  |           |          |
| 欧洲       | 4.4%         | 基于欧洲11国11956位青少年        | 2009-2010 | YDQ      |
| 德国       | 150万        | 基于德国全部人口的估计           | 未提供    |          |
| 西班牙     | 16.3%        | 基于40955位12-17岁的在校青少年   | 2016      | PIUS-a   |
| 挪威       | 0.7%         | 基于3399名16-74岁被访者          | 2007      | YDQ      |
| 英国       | 18.3%        | 基于371名大学生                  | 未提供    | PIUS     |
| 北美洲     |              |                                  |           |          |
| 美国       | 0.3-0.7%     | 基于2513名成年被访者             | 2004      | 非标准化 |

值得注意的是，各类研究使用的样本和方法迥异，在阅读和比较上述数据的时候需要特别留意数据适用的人口、可比性。

## 风险因素

### 社会性因素

#### 人际困难
许多研究表明，存在人际交往困难的人，如内向、社交问题和匮乏的面对面交流能力的人常常更容易网络成瘾。基于网络的社交关系为这些在现实中社交困难的人提供了一个安全的替代品，让他们能够逃脱社交中潜在的被拒绝和焦虑风险。

#### 缺乏社会支持
研究发现，那些缺乏足够的社会联系和社会支持的人具有更高的网络成瘾风险。社会支持缺乏者诉诸于虚拟中的关系和支持来减轻他们的孤独感。事实上，在网络成瘾者中最流行的，正是聊天室、互动性游戏、即时通讯和社交媒体等应用。此外，有实证研究表明父母和子女的矛盾、与母亲分离等因素，显著地与网络成瘾成正相关。相反地，保护性措施，诸如子女与父母交流的质量，以及积极的青年期发展，能够有效降低网络成瘾的风险。

### 心理健康因素
研究表明，成瘾和其他精神疾病史显著影响网络成瘾症的发生。一些有精神疾病史的人，例如患有抑郁和焦虑，常常转向强迫型行为来避免消极情绪，他们将使用网络作为一种相较于物质成瘾倾向更为安全的替代。但总体而言，已有研究中的证据不足以表明其他精神疾病与网络成瘾的因果关系，部分原因正是由于网络成瘾症患者中高企的并发症。
而关于那些没有以往精神疾病史的人成为网络成瘾症患者的原因，研究者通常认为与网络使用本身的特征有关：匿名性（anonymous）、可达性（accessible）和互动性（interactive）。他们被网络使用中的这些特征所吸引而逐渐成瘾。

### 生物学因素
最近的研究逐渐开始关注于网络成瘾的生物学原因。更为具体而系统的解释，请移步Christian Montag和Martin Reuter编辑的2017年Springer书籍：Internet Addiction: Neuroscientific Approaches and Therapeutical Implications Including Smartphone Addiction (2nd edition).

### 其他因素
一项在欧洲的研究表明，父母受教育水平、自身使用网络的初龄、以及社交网络和游戏的使用都与青少年网络的过度使用成正相关。
在中国，相关标准的制定者对病因尚存不同看法：
- 姜奇平：和应试教育有关，应试教育越极端，网络成瘾现象越多。
- 熊丙奇：可能源于心理方面的原因，比如交流障碍，缺乏沟通。
- 陶然：“多动注意力缺陷”这种精神疾病是导致网瘾的根源。

## 后果

### 健康后果

#### 心理健康后果
一项针对中国高中学生的追踪调查（2010）表明，具有中度至高度成瘾风险的学生平均出现抑郁症状的风险比无网瘾风险的同伴高2.5倍。

#### 脑功能后果
利用年龄和性别匹配的中国青少年样本，周滟等（2009）发现网络成瘾的青少年的“左前侧扣带皮层、左后扣带回皮层、左脑岛和左舌回区脑灰质密度（brain gray matter density，GMD）”都较控制组青少年更低，从而表明网络成瘾症患者出现了脑结构变化。
Weng Chuan-bo等（2011）对比一组17岁网络游戏成瘾者和同龄控制组得到了类似的结果。在他们的研究中，成瘾者的“左眶额叶皮层、左内侧前额叶皮层、双侧岛叶、左后扣带回皮层和左辅助运动区的脑灰质容量都更低。”

### 社会后果
现有的研究证明，网络成瘾症最直接的影响是打乱时间，进而干扰学习、工作和日常生活。欧洲和台湾的一些研究表明，网络成瘾症会破坏社会关系。但也有一份台湾的研究表明，网络成瘾症尽管会对师生关系和家庭代际关系产生负面影响，但是同时会有利于同辈关系。

## 社会关注
网络成瘾症已经在亚洲引起了极大的社会关注，有些国家甚至将其当做一项主要的危害公共健康的社会问题，尤其是在青少年人群中。

### 日本
在日本，人们把沉迷网络者戏称为（隐蔽青年）。这个名词指个性较为内向，成天除了工作，就是窝在家中，且和网络为伍，极少面对社交者。

### 中国
网络成瘾症在中国常常被称为“电子鸦片”或“电子海洛因”。中华人民共和国政府在2008年首先正式将网络成瘾归类为一项精神疾病，并推出了“网络成瘾临床诊断标准”。中国政府同实施了许多规范青少年网络使用，尤其是网络游戏使用的规范，包括限制每日游戏时间、实名制认证和防沉迷系统。

### 韩国
在韩国，网络通达度极高，网络游戏同时也是作为一项专业的竞技体育，韩国政府已经将网络成瘾症作为最严重的社会问题之一，认为它是一次“全国性的危机”。大约80%的韩国人口拥有智能手机。根据韩国政府数据，大约2百万人口（韩国总人口5千万）有网络成瘾问题，大约68000的10到19岁青少年有网络成瘾症，大约占到了该年龄段总人口的10%。甚至最年轻的一代也面临着严重的网络使用问题：40%的3至5岁婴幼儿每周使用多于3次智能手机。韩国专家认为，如果一个人在婴儿期长期被智能手机刺激，那么他们的大脑会难以平衡发展和网络成瘾风险。
因为网络成瘾问题，在韩国已经发生了许多惨剧：一母亲玩腻了网络游戏之后杀死了自己3岁的儿子；一对夫妇，沉迷网络孩子养成类游戏，忽略自己现实中的女儿，令其营养不良而死；一15岁少年因其母阻挠自己玩游戏，杀死母亲后自杀；一网瘾者玩网络暴力游戏之后杀死自己的姐妹；另一网瘾患者杀死1人，7人受伤。
因此，韩国政府拨款建立了世界上第一个网瘾预防治疗中心，Jump Up Internet Rescue School。韩国境内最严重的网络成瘾症患者被送到这里接受治疗，并由韩国政府拨款支持（每人每日300美金）。截至2007年，韩国政府建立了140所网络成瘾症咨询中心和100所医院内的网络成瘾症治疗项目。在这些项目和中心内，主要的治疗法是咨询师或导师主导的音乐疗法、骑马疗法和其他现实生活团队活动，包括军训课程和治疗式的陶艺工作坊、击鼓工作坊等，用来分散网瘾患者注意力。
在2011年，韩国政府又推出了“关机法（Shutdown Law）”，也被称为“辛德瑞拉法（Cinderella Law）”来预防16岁以下青少年网络成瘾，该法案禁止16岁以下青少年在午夜时间（12点到次日6点）玩游戏，游戏通道在此时间段内对青少年屏蔽。

## 治疗
当前对于网络成瘾的干预和治疗措施基本都来源于物质成瘾等精神疾病的治疗经验。在缺乏“方法上成熟的研究”的条件下，很多治疗项目都没有得到实证。最常用的方法是社会心理疗法。在实操中，治疗中心一般采用多种疗法相结合的方式。

### 社会心理疗法

#### 认知行为疗法
认知行为疗法在网络成瘾症的治疗（CBT-IA），起源于该疗法在冲动控制障碍中的应用（impulse control disorder）。
该疗法主要由以下几个方面：
- 学习时间管理策略；
- 认识到网络的利弊；
- 增强自我意识和对周边人、环境的认知；
- 认知到触发“暴饮暴食”式的网络使用的因素，比如特定的网络应用、情绪状态、认知上的适应不良和其他人生事件；
- 学习与上网相关的情绪管理和冲动控制，比如肌肉和呼吸放松训练；
- 提升人际交流和互动的技巧；
- 提升应对策略；
- 培养对替代性活动的兴趣。

实际应用该疗法主要有3个步骤：
- 通过改正修正来控制网络使用：检验电脑（上网）行为和非电脑（上网）行为，并且管理网络成瘾症患者网上、网下时间；
- 通过认知重构来挑战和修正认知偏差：认知、挑战和修正过度上网背后的合理化过程；
- 减少危害疗法来应对并发症问题：应对任何与网络成瘾症相关的并发因素，维持治疗，防止复发。

Kimberly S. Young在研究中发现认知行为疗法在治疗后6个月仍能有效维持效果。RESTORE RECOVERYTM （页面存档备份，存于）是一个标准化网络成瘾症中认知行为疗法的训练项目，它可以帮助实操人员评估和治疗网络成瘾症。

#### 动机访谈疗法
动机访谈疗法在网络成瘾症治疗中的应用，源于它在酒精成瘾中的治疗应用。该疗法是一个直接的、以患者为中心的咨询，通过一种尊重式的治疗法来帮助患者探索和解决矛盾情绪，从而引发行为改变。除非患者希望行为改变，一般情况下但它并不直接为患者提供解决方案。
此疗法的核心要素在于：
- 向患者提开放式问题；
- 向患者提供肯定；
- 反射性倾听。

其他社会心理疗法包括现实疗法（reality therapy），内观认知疗法（Naikan cognitive psychotherapy），团体疗法（group therapy）、家庭疗法（family therapy）和多重心理治疗法（multimodal psychotherapy）等。

### 经皮穴位电刺激疗法
也有国内的研究人员测评了2/100赫兹经皮穴位电刺激（2/100-Hz transcutaneous electrical nerve stimulation，TENS）疗法对网瘾治疗的效用。两项国内的研究表明，2/100赫兹经皮穴位电刺激能够调整中枢神经地址递质，从而有效减少青少年网瘾症患者的上网时间并且减轻他们的网瘾症状。

### 药理疗法
因为网瘾症患者常常同时患有其他精神疾病，药理疗法（pharmacologic therapy）有时也被用来治疗几种病症的共同的背后机制。当前已经开展了一些相关研究。其中一项研究表明，网络游戏成瘾症患者身上展现出的冲动具有与物质依赖（substance dependency）类似的神经生物学机制。尽管已有一些相关证据，但药理疗法对网络成瘾症治疗的真正效用，仍待进一步的评估。

### 治疗中心

#### 中国
中国政府于2004年在北京建立了第一个网络成瘾治疗中心。连续三个月、每日上网时间超过6个小时者，即可认定为网络成瘾。收治的网瘾患者需要遵循严格的、半军事化的训练。在他们严格的作息中（通常是早上6：30到晚上9：30），患者需要进行诸如军训、治疗、阅读和运动。随着网络成瘾人数的迅速增加，除了这样的正规机构以外，国内还出现了许多非法治疗机构。根据中国青少年网瘾报告，全国13.2%的青少年患有网络成瘾（2005），这一数字在2007年是9.72%，2009年达到了14.1%。具有争议的是，在很多情况下，当父母认为自己的子女有潜在网络成瘾症状的时候就会被送到戒除中心去，往往未经过子女同意甚至知情。
截至2007年3月，北京的首家网瘾戒除中心已经收治了1500名患者，主要都是14至19岁的青少年。据称，在此经过治疗的70%的青少年都成功治愈。截至2017年，该中心已收治超过6000名患者。
据估计，在国内大约有65至300家治疗中心，散布在全国各地。一项中国青少年网络协会在2009年的调查显示，国内大约有400家私人的网瘾康复中心。在各类网瘾康复中心里，切断上网渠道、军训、体罚乃至电击疗法常常被使用。尽管在这些中心内，训练非常严格且极具争议，并时常违反当地法律，但至今仍然没有研究评估这些治疗中心和他们采用的方法是否真的有效。

#### 韩国
韩国政府已经开设了140个心理咨询中心来帮助青少年戒除网络成瘾。其中，最值得注意的是一种特殊的训练营，这种训练营结合了军事训练、体质训练和心理康复训练。接受治疗的16到18岁的网虫们通常花12天在这个训练过程中。骑马、训练战斗、制作陶器甚至打鼓都被用作治疗方法。与此同时，在这样的训练营中，接受治疗的患者无法使用网络，无法打游戏，每天只有1小时的手机使用时间。
韩国的骑马疗法利用了人与马的关系来帮助患者从电脑和网络中分散注意力，从而帮助他们戒除过度的网络使用。除了学习怎么骑马之外，网瘾青少年还需要接受一系列专业的咨询服务。但新闻报道提到，这些青少年认为骑马最为有效，因为他们与马建立了一种情感联系。自采纳骑马疗法始，韩国的新闻媒体已经报道了一些治疗成功的案例。该疗法也被认为对戒除其他心理健康疾病（如物质成瘾）有效果。

#### 美国
在美国华盛顿州西雅图市附近的Fall City，坐落着美国第一家网瘾康复中心：Heavensfield Retreat Center。这家戒除所有一个卓有成效的试验项目：reSTART （页面存档备份，存于）项目。这个成立于2009年的reSTART一个疗程有45天，它采用直接的方法：通过提供重新建立生活习惯平衡的机会来克服网络成瘾症。但这一项目非常昂贵，每一个疗程只接受6名患者，花费超过14500美金。并且因为美国尚未认可网络成瘾作为一种精神类疾病的存在，所以这一花费通常无法通过保险公司报销。

## 在中國的不当療法
在缺乏中国政府官方的指导意见和关于网络成瘾症的确切定义，各式可疑的治疗机构散布在全国各地。有些机构将体罚甚至电击法作为治疗的一部分，从而激起了广泛的社会关注和争议。许多治疗存在着诸多法律上的问题。至今为止，大量新闻报道记录下了一些不当治疗的方式和案例：

### 违背患者意愿
不管是合法还是非法的治疗，中国父母往往通过网瘾戒除中心来帮助孩子戒除网瘾。大量新闻报道表明，许多青少年都是在违背自身意愿的情况下，被父母骗至戒网瘾中心，有一些甚至被父母下药弄晕带到中心，还有一些网瘾戒除机构主动派人强行掳走“父母认为有网瘾问题的”青少年。

### 体罚
在许多治疗中心，体罚是治疗网瘾必不可少的课程，包括数公里长跑、高强度蛙跳、罚站、禁止吃饭、关禁闭、非法拘禁等等。2009年，一青少年在戒网瘾中心被报道死亡之后，中国政府官方禁止网瘾戒除中心使用暴力治疗网瘾患者。但在此之后，全国各地仍然出现了多起暴力伤害乃至死亡的相关案例。
经历过所谓“治疗”的青少年往往在生理和心理上都受到巨大创伤，甚至导致家庭关系破裂或被治疗者非正常死亡。一方面，中国对国内网瘾治疗行业缺乏管理，导致此类非法治疗机构泛滥；另一方面，一些家长在家庭教育方面无能，甚至寻找快速的解决办法，助长了此类机构肆意妄为。
2017年，江西南昌的豫章书院引起了舆论高潮，多名前学员公开揭露豫章书院使用体罚和暴力对待学员。据报道，学员声称学院工作人员使用戒尺和钢筋“龙鞭”笞打学生，将学生关禁闭长达一周之久。高压下甚至出现了多起学员尝试自杀事故。当年11月，由于大量媒体曝光和警方涉入，豫章书院停止办学。

### 电击法治疗
在中国，电痉挛疗法（electroconvulsive therapy，ECT）通常被称为电休克法或电击法，最常使用合法使用于精神分裂治疗和情绪失控问题。但此种疗法在网络成瘾治疗中的非法使用，引起了广泛的关注，同时也使得电击痉挛疗法的正当使用受到污名化。
此种疗法在网络成瘾治疗中，最广泛被媒体报道、也是最具争议的就是杨永信及其所在的山东省临沂市第四人民医院（临沂市精神病院）。该院网瘾治疗项目在杨永信的主持下于2006年建立。大量对杨永信的电视访谈和报道指出，杨永信为治疗网络成瘾症自创了一种“醒脑疗法”，包括跪拜操、电击法和“戒网饮”（一种自创的中药药物，其药理性和合法性存疑）等。杨声称，电击法只使用微弱的1-5毫安电流治疗病患，并不会带给患者痛苦。报道指出，杨所在的临沂第四医院是一所精神病医院，有权对“精神病患”实施电击疗法，且在入院之前，患者家长被要求签署转让部分监护权的协议。因而，电击法常常被任意使用在病患身上，但凡破坏杨所立规矩，患者即被强制执行电击，这些规则包括“擅自吃巧克力”，“锁卫生间”，“未经许可坐在杨永信的位置上”等等。在央视12套的新闻采访中发现，杨所用的DX-IIA型号电休克仪是一款非法产品，存在安全隐患，并有可能对受治者带来巨大痛苦与痉挛症状，尤其是对未成年人。许多先前的受治者纷纷指出，此疗法极其痛苦，像“100万根针从脑袋穿过”，甚至导致失禁。但也有受治者指出，杨通常使用极小的电流量，不存在痛苦。
2009年，因电击法治疗网络成瘾的有效性和安全性存疑，卫生部禁止戒治中心使用电击法治疗网络成瘾症。
据报道，广州白云心理医院网瘾治疗中心也使用过电击法治疗网络成瘾。

### 其他不当治疗

#### 洗脑
包括杨永信网瘾治疗中心在内的许多家网瘾治疗机构都存在对被治疗者进行洗脑的现象，洗脑的内容包括树立绝对权威（通常是对杨永信等网戒中心运营者的绝对权威）、集体喊口号（比如“誓与网瘾血战到底”等）、特殊专用语（比如患者必须互称“盟友”，电击必须称为“治疗”）等等。这些网戒中心还会对被治疗者的家长进行洗脑，被洗脑的家长也会表现出对绝对权威者的服从，接受他们包括索取金钱在内的要求，这些家长还承担者机构内的义务，包括负责站岗，防止被治疗者出逃，或对机构进行推广。

#### 药物治疗
杨永信网戒中心等网戒机构会要求被治疗者服用精神病药物，杨永信还开发了一种名为“戒网饮”的用多种中药制成的药物。据报道，其合法性和效用均存疑。

#### 牟利
许多网瘾治疗机构往往收费高昂，陶宏开的打出戒除网瘾口号的「素质教育家庭夏令营」，从其发布的广告上来看，5天的活动，收费达5800元人民币，但是陶宏开否认他收费一事。据央视报道，杨永信的网戒中心三年收入8100万元人民币，在该中心，存在着一种名为“加圈”的收费制度。若被治疗者违反中心的制度，有可能会遭到电击的惩罚，其家长必须上交罚款，少则10元，多则上万元。

### 死亡案例
在各类戒网瘾中心，已经被报道的暴力侵害未成年人网瘾患者的案例达12起，其中死亡7例：
2009年，15岁的邓森山被送入广西南宁一家戒网瘾中心后8小时死亡。据报道，邓死前遭受4名训练营工作人员的暴打。
同年，另一名14岁青少年浦亮，被送到四川一所戒网瘾中心之后，胸腔骨折、腹腔积水、肾功能紊乱、眼睛和四肢都被打伤。
2014年，19岁的河南少女郭玲玲被迫“加训”后死在了郑州一家戒网瘾中心，浑身受伤。
2016年，另一名16岁的黑龙江少女，在被亲戚和母亲送到山东一家戒网瘾中心数月后，逃离中心，回到家中报复母亲，致母亲饿死。
2017年8月，一18岁网瘾患者李敖，被其父母送至安徽阜阳一所戒网瘾训练营2天之后死亡，身上遍布伤痕。

## 延伸阅读
- Anderson, E. L., Steen, E., & Stavropoulos, V. (2017). Internet use and Problematic Internet Use: A systematic review of longitudinal research trends in adolescence and emergent adulthood. International Journal of Adolescence and Youth, 22(4), 430-454 https://doi.org/10.1080/02673843.2016.1227716.
- Bax, T. (2013). Youth and internet addiction in China (Vol. 1). Routledge.
- Beard, K. W. (2005). Internet addiction: a review of current assessment techniques and potential assessment questions. CyberPsychology & Behavior, 8(1), 7-14 https://doi.org/10.1089/cpb.2005.8.7.
- Block, J.J. (2008). "Issues for DSM-V: Internet Addiction". American Journal of Psychiatry. 165:3; March 2008; p. 306-307.
- Caruso, D. (1998). Critics Pick Apart Study on Internet and Depression. available online.
- Chopra, D. (1997). Overcoming Addictions. New York: Harmony Books.
- Chou, C., Condron, L., & Belland, J. C. (2005). A review of the research on Internet addiction. Educational Psychology Review, 17(4), 363-388 https://doi.org/10.1007/s10648-005-8138-1.
- Douglas, A. C., Mills, J. E., Niang, M., Stepchenkova, S., Byun, S., Ruffini, C., ... & Blanton, M. (2008). Internet addiction: Meta-synthesis of qualitative research for the decade 1996–2006. Computers in human behavior, 24(6), 3027-3044 https://doi.org/10.1016/j.chb.2008.05.009.
- Dowling, N. A., & Quirk, K. L. (2008). Screening for Internet Dependence: Do the Proposed Diagnostic Criteria Differentiate Normal from Dependent Internet Use? CyberPsychology & Behavior , 12 (1), 1.
- Garcia Duran, M. (2003, December 14). Internet Addiction Disorder. Allpsych .
- Grohol, J. M. (2005, April 16). Internet Addiction Guide. Psych Central .
- Hansen, S. (2002). "Excessive Internet usage or 'Internet Addiction'? The implications of diagnostic categories for student users." Journal of Computer Assisted Learning 18(2) pp. 232–236.
- Kuss, D., & Lopez-Fernandez, O. (2016). Internet-use related addiction: The state of the art of clinical research. European Psychiatry, 33, S366.
- Montag, C., & Reuter, M. (Eds.). (2017). Internet addiction: Neuroscientific approaches and therapeutical implications including smartphone addiction. Springer.
- Potera, C. (1998). "Trapped in the Web?" Psychology Today, Mar/Apr 98, 31(2) pp. 66–70.
- Quinn, M. J. (2009). Ethics for the Information Age (3rd ed.). (M. Hirsch, Ed.) Boston: Pearson.
- Starcevic, V., & Aboujaoude, E. (2017). Internet addiction: Reappraisal of an increasingly inadequate concept. CNS spectrums, 22(1), 7-13.
- Surratt, Carla G (1999). Netaholics? : the creation of a pathology Commack, NY : Nova Science Publishers.
- University, T. A. (2007, August 18). What exactly is 'Internet Addiction; and What is the Treatment? Science Daily .
- Welch, E. T. (2001). Addictions: a Banquet in the Grave. Phillipsburg, Pennsylvania: P & R Publishing.
- Young, Kimberly S. (2001). Caught in the Net: How to Recognize the Signs of Internet Addiction—and a Winning Strategy for Recovery

現時有關人類在網路上的行為，是網路心理學的範疇。現時學術界有兩份可供發表有關網路成癮行為的專門期刊，分別為：
- 《網路心理、行為及社會網路期刊》（Cyberpsychology, Behavior, and Social Networking，Bimonthly: ISSN 2152-2715 ; Online: ISSN 2152-2723 ）[140]
- 《網路心理學期刊》（Cyberpsychology: Journal of Psychosocial Research on Cyberspace）[141]

### 引用
1. ↑  Anderson, E. L. Steen, E.; Stavropoulos, V.. . International Journal of Adolescence and Youth. 2017, 4 (22): 430-454  [2018-03-07]. doi:10.1080/02673843.2016.1227716. （原始内容存档于2021-09-03）.
2. 1 2  Campanella, M. Mucci, F.; Baroni, S.; Nardi, L.; Marazziti, D..  (PDF). Clinical Neuropsychiatry. 2015, (4): 90-93  [2018-03-07]. （原始内容存档 (PDF)于2018-03-08）.
3. ↑  . 世界卫生组织. September 2018  [2018-06-26]. （原始内容存档于2020-10-19）.
4. ↑  . 新华网. 2018-06-20  [2018-10-24]. （原始内容存档于2019-06-10） （中文（中国大陆））.
5. ↑  Wallis, David. . The New Yorker. 1997-01-06  [2018-03-07]. ISSN 0028-792X. （原始内容存档于2020-11-26） （英语）.
6. 1 2  Chou, Chien; Condron, Linda; Belland, John C. . Educational Psychology Review. 2005-12-01, 17 (4): 363–388  [2018-03-07]. ISSN 1040-726X. doi:10.1007/s10648-005-8138-1. （原始内容存档于2019-02-04） （英语）.
7. 1 2 3 4 5 6  Byun, Sookeun; Ruffini, Celestino; Mills, Juline E.; Douglas, Alecia C.; Niang, Mamadou; Stepchenkova, Svetlana; Lee, Seul Ki; Loutfi, Jihad; Lee, Jung-Kook. . CyberPsychology & Behavior. 2009-04-10, 12 (2): 203–207. doi:10.1089/cpb.2008.0102 （英语）.
8. ↑  KANDELL, JONATHAN J. . CyberPsychology & Behavior. 2009-01-29, 1 (1): 11–17. doi:10.1089/cpb.1998.1.11 （英语）.
9. ↑  . psycnet.apa.org.   [2018-03-07]. （原始内容存档于2021-01-25） （英语）.
10. ↑  Beard, Keith W. . CyberPsychology & Behavior. 2005-02-28, 8 (1): 7–14. doi:10.1089/cpb.2005.8.7 （英语）.
11. ↑  . www.gov.cn.   [2020-06-05]. （原始内容存档于2019-09-20）.
12. ↑  . Physorg.com. 2006-11-14  [2009-08-09]. （原始内容存档于2008-12-08）.
13. ↑  .   [2013-11-01]. （原始内容存档于2013-11-03）.
14. 1 2  .   [2009-12-26]. （原始内容存档于2015-02-16）.
15. ↑  .   [2009-12-26]. （原始内容存档于2008-12-17）.
16. ↑  . 泛科學.   [2024-03-19]. （原始内容存档于2024-03-19）. 就算有為數不少的臨床工作者與學者在倡議，「網路成癮」卻仍然不是被 DSM 認可的精神疾病。
17. ↑  Kershaw, Sarah. . 2005-12-01  [2009-08-05]. （原始内容存档于2015-01-03） （英语）.
18. ↑  .   [2009-08-05]. （原始内容存档于2009-04-12）.
19. ↑  .   [2009-08-05]. （原始内容存档于2009-09-26）.
20. ↑  .   [2009-08-05]. （原始内容存档于2012-07-13）.
21. ↑  .   [2009-08-05]. （原始内容存档于2009-09-26）.
22. 1 2  . 人民網. （原始内容存档于2024-05-10）.
23. ↑  . 中國教育. （原始内容存档于2024-05-10）.
24. ↑  . 中国青年报. （原始内容存档于2024-05-10）. 目前社会流行的“网瘾”概念，却将网瘾曲解为病，这是对互联网的歧视。因为“人们不仅会对酒、可卡因以及香烟上瘾，而且也会对工作、饮食、音乐、电视、自身的生活标准、其他人、宗教及许多其他活动上瘾”(加里·贝克尔《理性上瘾行为理论》)。人们一般不拿工作成瘾、音乐成瘾、吸烟成瘾等等大做文章，偏拿网瘾大做文章，是因为在潜意识中残留歧视互联网的成分。互联网是新事物，许多人对先进生产力和先进文化不适应，对青少年接受新事物看不惯，看消极方面多，看积极方面少，这不利于社会进步。
25. ↑  Brand, Matthias. . . Studies in Neuroscience, Psychology and Behavioral Economics. Springer, Cham. 2017: 19–34  [2018-03-07]. ISBN 9783319462752. doi:10.1007/978-3-319-46276-9_2. （原始内容存档于2019-06-29） （英语）.
26. 1 2 3 4 5 6 7 8 9 10 11 12 13 14  Young, Kimberly. . . Studies in Neuroscience, Psychology and Behavioral Economics. Springer, Cham. 2017: 3–18  [2018-03-07]. ISBN 9783319462752. doi:10.1007/978-3-319-46276-9_1. （原始内容存档于2019-06-10） （英语）.
27. ↑  Kershaw, Sarah. . The New York Times. 2005-12-01  [2018-03-07]. ISSN 0362-4331. （原始内容存档于2021-01-25） （美国英语）.
28. ↑  Ko, Chih-Hung; Yen, Ju-Yu; Chen, Cheng-Sheng; Chen, Cheng-Chung; Yen, Cheng-Fang. . CNS Spectrums. 2008/02, 13 (2): 147–153  [2018-03-07]. ISSN 1092-8529. doi:10.1017/s1092852900016308. （原始内容存档于2020-11-11） （英语）.
29. ↑  Floros, Georgios; Siomos, Konstantinos; Stogiannidou, Ariadni; Giouzepas, Ioannis; Garyfallos, Georgios. . Addictive Behaviors: 1839–1845.   [2018-03-07]. doi:10.1016/j.addbeh.2014.07.031. （原始内容存档于2019-06-26）.
30. 1 2  Shapira, Nathan A.; Goldsmith, Toby D.; Keck, Paul E.; Khosla, Uday M.; McElroy, Susan L. . Journal of Affective Disorders: 267–272.   [2018-03-07]. doi:10.1016/s0165-0327(99)00107-x. （原始内容存档于2020-09-20）.
31. ↑  Black, D. W.; Belsare, G.; Schlosser, S. . The Journal of Clinical Psychiatry. December 1999, 60 (12): 839–844  [2018-03-07]. ISSN 0160-6689. PMID 10665630. （原始内容存档于2019-06-07）.
32. 1 2 3 4 5  Block, Jerald J. . American Journal of Psychiatry. 2008-03-01, 165 (3): 306–307  [2018-03-07]. ISSN 0002-953X. doi:10.1176/appi.ajp.2007.07101556. （原始内容存档于2016-06-18）.
33. 1 2 3 4 5 6 7  Stone, Richard. . Science. 2009-06-26, 324 (5935): 1630-1631  [2018-03-07]. doi:10.1126/science.324_1630. （原始内容存档于2020-08-08）.
34. ↑  Hawi, Nazir S. . Computers in Human Behavior: 1044–1053.   [2018-03-07]. doi:10.1016/j.chb.2012.01.007. （原始内容存档于2018-06-24）.
35. ↑  Bai, Ya-Mei; Lin, Chao-Cheng; Chen, Jen-Yeu. . Psychiatric Services. 2001-10-01, 52 (10): 1397–1397. ISSN 1075-2730. doi:10.1176/appi.ps.52.10.1397.
36. 1 2  Lopez-Fernandez, Olatz. . Current Addiction Reports. 2015-09-01, 2 (3): 263–271  [2018-03-07]. ISSN 2196-2952. doi:10.1007/s40429-015-0067-6. （原始内容存档于2019-06-29） （英语）.
37. ↑  . www.psychiatry.org.   [2018-03-07]. （原始内容存档于2016-07-31）.
38. ↑  . 世界卫生组织. 2018-01  [2018-03-07]. （原始内容存档于2019-02-06） （英国英语）.
39. ↑  . 世界卫生组织. 2018-01  [2018-06-26]. （原始内容存档于2020-10-19） （中文）.
40. 1 2 3 4  Aviv Weinstein.  (PDF). The American Journal of Drug and Alcohol Abuse. 2010, (36): 277-283  [2018-03-07]. doi:10.3109/00952990.2010.491880. （原始内容存档 (PDF)于2018-03-08）.
41. ↑  YOUNG, KIMBERLY S. . CyberPsychology & Behavior. 2009-01-29, 1 (3): 237–244. doi:10.1089/cpb.1998.1.237 （英语）.
42. ↑  Yellowlees, Peter M.; Marks, Shayna. . Computers in Human Behavior: 1447–1453.   [2018-03-07]. doi:10.1016/j.chb.2005.05.004. （原始内容存档于2022-02-19）.
43. ↑  Beard, Keith W.; Wolf, Eve M. . CyberPsychology & Behavior. 2004-07-05, 4 (3): 377–383. doi:10.1089/109493101300210286 （英语）.
44. 1 2  Cheng, Cecilia; Li, Angel Yee-lam. . Cyberpsychology, Behavior, and Social Networking. 2014-12-09, 17 (12): 755–760. doi:10.1089/cyber.2014.0317 （英语）.
45. 1 2  Widyanto, Laura; McMurran, Mary. . CyberPsychology & Behavior. 2004-09-29, 7 (4): 443–450. doi:10.1089/cpb.2004.7.443 （英语）.
46. ↑  Brenner, Viktor. . Psychological Reports. 1997-06, 80 (3): 879–882  [2023-03-23]. PMID 9198388. doi:10.2466/pr0.1997.80.3.879. （原始内容存档于2023-02-14）.
47. 1 2 3 4  Huang, Zheng; Wang, Mo; Qian, Mingyi; Zhong, Jie; Tao, Ran. . CyberPsychology & Behavior. 2007-12-17, 10 (6): 805–812. doi:10.1089/cpb.2007.9950 （英语）.
48. ↑  Heo, Jongho; Oh, Juhwan; Subramanian, S. V.; Kim, Yoon; Kawachi, Ichiro. . PLOS ONE. 2014-02-05, 9 (2): e87819  [2021-06-24]. ISSN 1932-6203. doi:10.1371/journal.pone.0087819. （原始内容存档于2021-02-25） （英语）.
49. ↑  Meerkerk, G.-J.; Eijnden, R. J. J. M. Van Den; Vermulst, A. A.; Garretsen, H. F. L. . CyberPsychology & Behavior. 2009-02-10, 12 (1): 1–6. doi:10.1089/cpb.2008.0181 （英语）.
50. ↑  Caplan, Scott E. . Computers in Human Behavior: 1089–1097.   [2018-03-07]. doi:10.1016/j.chb.2010.03.012. （原始内容存档于2022-03-10）.
51. ↑  Clark, Deborah J. Frith, Karen H.. . Computers, Informatics, Nursing: 285–291.   [2018-03-07]. （原始内容存档于2019-06-10）.
52. ↑  Demetrovics, Zsolt; Szeredi, Beatrix; Rózsa, Sándor. . Behavior Research Methods. 2008-05-01, 40 (2): 563–574  [2018-03-07]. ISSN 1554-351X. doi:10.3758/brm.40.2.563. （原始内容存档于2021-03-09） （英语）.
53. ↑  Chang, Man Kit; Law, Sally Pui Man. . Computers in Human Behavior: 2597–2619.   [2018-03-07]. doi:10.1016/j.chb.2008.03.001. （原始内容存档于2021-03-11）.
54. ↑  Widyanto, Laura; Griffiths, Mark D.; Brunsden, Vivienne. . Cyberpsychology, Behavior, and Social Networking. 2011-03-17, 14 (3): 141–149. doi:10.1089/cyber.2010.0151 （英语）.
55. 1 2 3  Northrup, Jason C.; Lapierre, Coady; Kirk, Jeffrey; Rae, Cosette. . Behavioral Sciences. 2015-07-28, 5 (3): 341–352  [2018-03-07]. doi:10.3390/bs5030341. （原始内容存档于2020-09-29） （英语）.
56. ↑  Griffiths, M. . Addiction research. 2000, 5 (8): 413–418.
57. 1 2  Chou, Chien; Hsiao, Ming-Chun. . Computers & Education: 65–80.   [2018-03-07]. doi:10.1016/s0360-1315(00)00019-1. （原始内容存档于2020-06-07）.
58. ↑  Soule, L. C. Shell, L. W.; Kleen, B. A.. . Journal of Computer Information Systems. 2003, 1 (44): 64–73.
59. ↑  .   [2009-08-05]. （原始内容存档于2008-06-08）.
60. ↑  Sharon Kirkey. . Internet addiction. The Ottawa Citizen. 2007  [2008-05-07]. （原始内容存档于2016-04-05）.
61. ↑  .   [2009-08-07] （韩语）.[永久]
62. ↑  http://74.125.153.132/search?q=cache:0lq3XqfdoycJ:littlemomnest.net/board/board.php%3Fbcode%3Djar%26tmode%3Ddown%26id%3D124%26n%3D1+%22%E5%AE%89%E6%9D%B1%22+%22%E5%A4%A7%E9%9F%93%E7%A5%9E%E7%B6%93%22&cd=8&hl=zh-TW&ct=clnk&gl=hk&client=firefox-a%5B%5D
63. ↑  Martin Fackler. . New York Times. 2007  [2008-05-07]. （原始内容存档于2016-01-17）.
64. ↑  E.,, Adams, Margaret. . Hauppauge, New York. ISBN 9781536104363. OCLC 961923990.
65. ↑  Wu, Xiao-Shuang; Zhang, Zhi-Hua; Zhao, Feng; Wang, Wen-Jing; Li, Yi-Feng; Bi, Linda; Qian, Zhen-Zhong; Lu, Shan-Shan; Feng, Fang. . Journal of Adolescence: 103–111.   [2018-03-08]. doi:10.1016/j.adolescence.2016.07.012. （原始内容存档于2018-06-23）.
66. ↑  Shek, Daniel T.L.; Yu, Lu. . Journal of Pediatric and Adolescent Gynecology: S22–S30.   [2018-03-08]. doi:10.1016/j.jpag.2015.10.005. （原始内容存档于2019-06-10）.
67. ↑  Yang, Shu Ching; Tung, Chieh-Ju. . Computers in Human Behavior: 79–96.   [2018-03-08]. doi:10.1016/j.chb.2004.03.037. （原始内容存档于2020-06-04）.
68. ↑  Kawabe, Kentaro; Horiuchi, Fumie; Ochi, Marina; Oka, Yasunori; Ueno, Shu-ichi. . Psychiatry and Clinical Neurosciences. 2016-09-01, 70 (9): 405–412  [2018-03-08]. ISSN 1440-1819. doi:10.1111/pcn.12402. （原始内容存档于2018-03-08） （英语）.
69. ↑  Durkee, Tony; Kaess, Michael; Carli, Vladimir; Parzer, Peter; Wasserman, Camilla; Floderus, Birgitta; Apter, Alan; Balazs, Judit; Barzilay, Shira. . Addiction. 2012-12-01, 107 (12): 2210–2222  [2018-03-08]. ISSN 1360-0443. doi:10.1111/j.1360-0443.2012.03946.x. （原始内容存档于2018-03-08） （英语）.
70. ↑  Wölfling, K.; Bühler, M.; Leménager, T.; Mörsen, C.; Mann, K. . Der Nervenarzt. 2009-09-01, 80 (9): 1030–1039  [2018-03-08]. ISSN 0028-2804. doi:10.1007/s00115-009-2741-1. （原始内容存档于2019-06-29） （德语）.
71. ↑  Gómez, Patricia; Rial, Antonio; Braña, Teresa; Golpe, Sandra; Varela, Jesús. . Cyberpsychology, Behavior, and Social Networking. 2017-04-01, 20 (4): 259–267. doi:10.1089/cyber.2016.0262 （英语）.
72. ↑  Bakken, Inger Johanne; Wenzel, Hanne Gro; Götestam, K. Gunnar; Johansson, Agneta; Øren, Anita. . Scandinavian Journal of Psychology. 2009-04-01, 50 (2): 121–127  [2018-03-08]. ISSN 1467-9450. doi:10.1111/j.1467-9450.2008.00685.x. （原始内容存档于2018-03-08） （英语）.
73. ↑  Niemz, Katie; Griffiths, Mark; Banyard, Phil. . CyberPsychology & Behavior. 2005-12-06, 8 (6): 562–570. doi:10.1089/cpb.2005.8.562 （英语）.
74. ↑  Aboujaoude, Elias; Koran, Lorrin M.; Gamel, Nona; Large, Michael D.; Serpe, Richard T. . CNS Spectrums. 2006/10, 11 (10): 750–755  [2018-03-08]. ISSN 1092-8529. doi:10.1017/s1092852900014875. （原始内容存档于2020-08-01） （英语）.
75. ↑  Ebeling-Witte, Susan; Frank, Michael L.; Lester, David. . CyberPsychology & Behavior. 2007-10-10, 10 (5): 713–716. doi:10.1089/cpb.2007.9964 （英语）.
76. ↑  Leung, Louis. . CyberPsychology & Behavior. 2007-05-02, 10 (2): 204–214. doi:10.1089/cpb.2006.9967 （英语）.
77. ↑  MORAHAN-MARTIN, JANET. . CyberPsychology & Behavior. 2009-01-29, 2 (5): 431–439. doi:10.1089/cpb.1999.2.431 （英语）.
78. ↑  . eds.b.ebscohost.com.   [2018-03-08] （英语）.[永久]
79. 1 2  Ko, Chih-Hung; Yen, Ju-Yu; Chen, Cheng-Sheng; Yeh, Yi-Chun; Yen, Cheng-Fang. . Archives of Pediatrics & Adolescent Medicine. 2009-10-05, 163 (10). ISSN 1072-4710. doi:10.1001/archpediatrics.2009.159 （英语）.
80. ↑  Eijnden, Regina J. J. M. van den; Spijkerman, Renske; Vermulst, Ad A.; Rooij, Tony J. van; Engels, Rutger C. M. E. . Journal of Abnormal Child Psychology. 2010-01-01, 38 (1): 77–89  [2018-03-08]. ISSN 0091-0627. doi:10.1007/s10802-009-9347-8. （原始内容存档于2019-06-28） （英语）.
81. ↑  Yu, Lu; Shek, Daniel Tan Lei. . Journal of Pediatric and Adolescent Gynecology: S10–S17.   [2018-03-08]. doi:10.1016/j.jpag.2013.03.010. （原始内容存档于2020-09-03）.
82. ↑  Cho, Sun-Mi; Sung, Min-Je; Shin, Kyoung-Min; Lim, Ki Young; Shin, Yun-Mi. . Child Psychiatry & Human Development. 2013-08-01, 44 (4): 549–555  [2018-03-08]. ISSN 0009-398X. doi:10.1007/s10578-012-0348-4. （原始内容存档于2020-02-10） （英语）.
83. 1 2  Tsitsika, Artemis; Janikian, Mari; Schoenmakers, Tim M.; Tzavela, Eleni C.; Ólafsson, Kjartan; Wójcik, Szymon; Macarie, George Florian; Tzavara, Chara; Richardson, Clive. . Cyberpsychology, Behavior, and Social Networking. 2014-07-31, 17 (8): 528–535. doi:10.1089/cyber.2013.0382 （英语）.
84. ↑  王俊秀; 张永炳. . 中國青年報. 2009-08-07  [2009-08-10]. （原始内容存档于2018-10-06） （中文（简体））.
85. ↑  Lam, Lawrence T.; Peng, Zi-Wen. . Archives of Pediatrics & Adolescent Medicine. 2010-10-04, 164 (10): 901–906  [2018-03-08]. ISSN 1072-4710. doi:10.1001/archpediatrics.2010.159. （原始内容存档于2020-11-12） （英语）.
86. ↑  Zhou, Yan; Lin, Fu-chun; Du, Ya-song; Qin, Ling-di; Zhao, Zhi-min; Xu, Jian-rong; Lei, Hao. . European Journal of Radiology: 92–95.   [2018-03-08]. doi:10.1016/j.ejrad.2009.10.025. （原始内容存档于2021-03-08）.
87. ↑  Weng, CB; Qian, RB; Fu, XM; Lin, B; Ji, XB; Niu, CS; Wang, YH. . Zhonghua yi xue za zhi. 2012/12, 92 (45). ISSN 0376-2491 （英语）.
88. ↑  Chin-Chung, Lin, Sunny S. J.|Tsai,. . 1999/08/00  [2018-03-08]. （原始内容存档于2020-10-22） （英语）.
89. 1 2 3 4  Huang, Xui-qin; Li, Meng-chen; Tao, Ran. . Current Psychiatry Reports. 2010-10-01, 12 (5): 462–470  [2018-03-08]. ISSN 1523-3812. doi:10.1007/s11920-010-0147-1. （原始内容存档于2019-06-29） （英语）.
90. ↑  Trent,, Bax,. . New York. ISBN 9781135096953. OCLC 866851409.
91. ↑  Phillips, Tom. . the Guardian. 2017-08-28  [2018-03-08]. （原始内容存档于2021-01-31） （英语）.
92. ↑  . www.gov.cn.   [2018-03-08]. （原始内容存档于2019-09-20）.
93. ↑  . Financial Times. 2005-08-23  [2018-03-08]. （原始内容存档于2020-11-09） （英国英语）.
94. ↑  Leonard, Tom. . 2007-11-19  [2018-03-08]. ISSN 0307-1235. （原始内容存档于2020-09-20） （英国英语）.
95. 1 2 3 4  . News.   [2018-03-08]. （原始内容存档于2018-10-15） （英语）.
96. 1 2 3 4 5  . Reuters. Wed Jan 09 02:03:42 UTC 2013  [2018-03-08]. （原始内容存档于2019-06-08）.
97. ↑  Smith, Leesa. . www.kidspot.com.au.   [2018-03-08]. （原始内容存档于2018-08-15） （英语）.
98. ↑  Fifield, Anna. . Washington Post. 2016-01-24  [2018-03-08]. ISSN 0190-8286. （原始内容存档于2020-11-08） （美国英语）.
99. 1 2  Fackler, Martin. . The New York Times. 2007-11-18  [2018-03-08]. ISSN 0362-4331. （原始内容存档于2020-11-09） （美国英语）.
100. ↑  Petersen, K; Weymann, N; Schelb, Y; Thiel, R; Thomasius, R. . Fortschritte der Neurologie · Psychiatrie. 2009/05, 77 (05): 263–271  [2021-06-24]. ISSN 0720-4299. doi:10.1055/s-0028-1109361. （原始内容存档于2018-06-05） （德语）.
101. 1 2  Young, Kimberly S. . CyberPsychology & Behavior. 2007-10-10, 10 (5): 671–679. doi:10.1089/cpb.2007.9971 （英语）.
102. 1 2  Orzack, Maressa Hecht; Voluse, Andrew C.; Wolf, David; Hennen, John. . CyberPsychology & Behavior. 2006-06-16, 9 (3): 348–360. doi:10.1089/cpb.2006.9.348 （英语）.
103. ↑  朱天民; 金荣疆; 钟晓鸣; 陈骥; 李辉. . 中国针灸. 2008, 28 (8)  [2018-03-08]. （原始内容存档于2021-02-25）.
104. ↑  . en.cnki.com.cn.   [2018-03-08]. （原始内容存档于2020-02-23）.
105. ↑  Ko, Chih-Hung; Liu, Gin-Chung; Hsiao, Sigmund; Yen, Ju-Yu; Yang, Ming-Jen; Lin, Wei-Chen; Yen, Cheng-Fang; Chen, Cheng-Sheng. . Journal of Psychiatric Research: 739–747.   [2018-03-08]. doi:10.1016/j.jpsychires.2008.09.012. （原始内容存档于2021-03-10）.
106. 1 2  . Reuters. Tue Mar 13 01:38:25 UTC 2007  [2018-03-08]. （原始内容存档于2019-06-10）.
107. ↑  . theory.people.com.cn.   [2018-03-08]. （原始内容存档于2018-03-08）.
108. ↑  . www.fmprc.gov.cn.   [2018-03-08]. （原始内容存档于2021-02-26）.
109. ↑  . www.infzm.com.   [2018-03-08]. （原始内容存档于2019-06-17）.
110. ↑  . www.cnki.com.cn.   [2018-03-08]. （原始内容存档于2019-05-19）.
111. 1 2 3  . zqb.cyol.com.   [2018-03-08]. （原始内容存档于2009-05-10）.
112. ↑  . Techly. 2017-10-30  [2018-03-08]. （原始内容存档于2018-03-08） （美国英语）.
113. 1 2  Kuo, Lily. . Quartz.   [2018-03-08]. （原始内容存档于2020-12-13） （美国英语）.
114. ↑  . Teen Mental Health Treatment Center. 2015-03-26  [2018-03-08]. （原始内容存档于2018-03-08） （美国英语）.
115. ↑  Parr, Ben. . Mashable.   [2018-03-08]. （原始内容存档于2021-04-10） （英语）.
116. 1 2 3  . health.sohu.com.   [2018-03-08]. （原始内容存档于2009-06-05）.
117. 1 2 3 4  Wang, Amy B. . Washington Post. 2017-08-14  [2018-03-08]. ISSN 0190-8286. （原始内容存档于2020-11-29） （美国英语）.
118. 1 2  . zqb.cyol.com.   [2018-03-08]. （原始内容存档于2009-05-11）.
119. ↑  . NewsComAu.   [2018-03-08]. （原始内容存档于2020-11-08）.
120. ↑  CNN, By  Deb Krajnak. . www.cnn.com.   [2018-03-08]. （原始内容存档于2018-03-08） （英语）.
121. ↑  . zqb.cyol.com.   [2018-03-08]. （原始内容存档于2009-08-08）.
122. ↑  . www.infzm.com.   [2018-03-08]. （原始内容存档于2019-06-12）.
123. 1 2  . 中國青年報. 2009-08-07  [2009-08-10]. （原始内容存档于2009-08-08） （中文（简体））.
124. ↑  王俊秀. . 中國青年報. 2009-08-07  [2009-08-10]. （原始内容存档于2018-10-06） （中文（简体））.
125. ↑  谢, 飞君. . 新闻晚报. 2009-08-04: A06  [2009-08-05] （中文（简体））.[永久]
126. ↑  . cnBeta. 2009-08-02  [2009-08-03]. （原始内容存档于2018-11-15） （中文（简体））.
127. ↑  . Mail Online.   [2018-03-08]. （原始内容存档于2017-12-23）.
128. ↑  Times, Global. . www.globaltimes.cn.   [2018-03-08]. （原始内容存档于2021-02-25）.
129. ↑  . www.thepaper.cn.   [2018-03-08]. （原始内容存档于2017-11-15）.
130. ↑  Tang, Yi-lang; Jiang, Wei; Ren, Yan-ping; Ma, Xin; Cotes, Robert O.; McDonald, William M. . The Journal of ECT. December 2012, 28 (4): 206  [2018-03-08]. ISSN 1095-0680. doi:10.1097/YCT.0b013e31825957b1. （原始内容存档于2018-11-19） （美国英语）.
131. 1 2  . tech.qq.com.   [2018-03-08]. （原始内容存档于2018-10-15）.
132. ↑  . www.infzm.com.   [2018-03-08]. （原始内容存档于2019-06-06）.
133. 1 2  Branigan, Tania. . the Guardian. 2009-07-14  [2018-03-08]. （原始内容存档于2021-03-02） （英语）.
134. ↑  网易. . discover.news.163.com.   [2018-03-08]. （原始内容存档于2018-03-08）.
135. ↑  网易. . tech.163.com.   [2018-03-08]. （原始内容存档于2010-03-03）.
136. ↑  . tech.sina.com.cn.   [2018-03-08]. （原始内容存档于2019-06-11）.
137. ↑  . www.gov.cn.   [2018-03-08]. （原始内容存档于2009-07-17）.
138. ↑  chinanews. . www.chinanews.com.   [2018-03-08]. （原始内容存档于2019-06-10）.
139. ↑  . BBC News. 2017-08-14  [2018-03-08]. （原始内容存档于2021-03-02） （英国英语）.
140. ↑  .   [2010-03-12]. （原始内容存档于2012-01-15）.
141. ↑  .   [2010-03-12]. （原始内容存档于2021-03-18）.

## 外部連結
- 上網成癮 （页面存档备份，存于）
- 上網成癮的診斷 （页面存档备份，存于）（英文）
- 台灣網路成癮輔導網 （页面存档备份，存于）（繁體中文）
- 現實與虛幻 - 網路沉迷輔導 - 教育部學生輔導資訊網（繁體中文）
- 「沒有FB不能活」　全球3億人臉書成癮（繁體中文）